# American Legislative Exchange Council
American Legislative Exchange Council chiamato anche ALEC ovvero il Consiglio americano per le questioni legislative, è un'associazione dei legislatori statali e sostenitori della politica del settore privato.

## Storia
Venne riconosciuto nel 1975, e fondata fra gli altri da Paul Weyrich, Henry Hyde e Lou Barnett.
È stato più volte accusato di promuovere la negazione del riscaldamento globale.

## Membri
L'associazione conta 2.000 iscritti in rappresentanza legislativa tutti gli stati statunitensi, così come più di 85 membri del Congresso.

## Pubblicazioni
ALEC pubblica riviste mensili per i membri e speciali di importanza nazionale:
Oltre alla rivista normale intitolata "Inside ALEC", pubblica per quanto riguarda la politica per l'istruzione, un "Report Card on American Education", giunto alla sua 15ª edizione e sulla competitività della situazione economica, "Rich States, Poor States", giunto alla sua seconda edizione.